# Karel Teige (muzikolog)
Karel Teige (23. října 1859, Čáslav – 20. února 1896, Roudnice nad Labem) byl český muzikolog, redaktor a odborný spisovatel v oblasti hudby.

## Život
Vystudoval akademické gymnázium a filozofickou fakultu v Praze. Od roku 1886 pracoval jako středoškolský profesor na pražských gymnáziích a obchodní akademii; v lednu 1896 získal místo profesora matematiky a fyziky na gymnáziu v Roudnici nad Labem. Tam onemocněl na zápal plic a po komplikacích zemřel. Pohřben byl na Vyšehradském hřbitově.
Byl známý svým vytříbeným uměleckým cítěním. Měl obdiv pro krásu. Zastával názor, že "je lépe milovat než nenávidět, lépe uctívat než pohrdat". Jeho kritiky a články se nesly v pozitivním duchu, oceňoval kvality, nesnažil se za každou cenu hledat nedostatky. Oblíbil si především Bedřicha Smetanu.

## Dílo
Teige byl ve své době proslulý jako kulturní redaktor a autor textů o hudbě. Přispíval do časopisů Dalibor a Světozor, do Kalendáře českých hudebníků a Ottova slovníku naučného. Zakládal cyklus Populárních a Slovanských koncertů. Samostatně vydal Katalog děl Smetanových (1893) a Listy Smetanovy. Připravoval i katalog děl Fibichových a dějiny české opery, ty ale nedokončil. Jeho posledními pracemi byly reportáže o prvním koncertu České filharmonie a životopis ruského hudebníka Safonova, oboje pod značkou „Tg.“.